# Ferrovia Casarano-Gallipoli
La ferrovia Casarano-Gallipoli è una linea ferroviaria pugliese, gestita dalle Ferrovie del Sud Est, che la indica come Linea 4.

## Storia
La linea fu attivata il 9 giugno 1919. 

## Caratteristiche
La linea, lunga 22,003 km, è una ferrovia a binario semplice e scartamento ordinario, a trazione termica ed attrezzata nella sua interezza con BCA.
La circolazione su tutta la linea è regolata dal Dirigente Centrale Operativo (DCO) con sede a Novoli.  

### Percorso
| Unknown route-map component "dCONTg" |

| Station on track |

| Unknown route-map component "dCONTgq" | Unknown route-map component "ABZgr" | Unknown route-map component "d" |

| Station on track |

| Station on track |

| Station on track |

| Stop on track |

| Stop on track |

| Unknown route-map component "d" | Unknown route-map component "ABZgl" | Unknown route-map component "dCONTfq" |

| Station on track |

| Continuation forward |